# 晶质铀矿
晶質鈾礦（英語：Uraninite），曾被稱為瀝青鈾礦（英語：Pitchblende），是一种放射性的，富含铀的矿石，主要成分为UO2，同时因氧化含有不同比例的U3O8。鈾的放射性衰變導致礦物含有鉛的氧化物和微量的氦。它還可能含有釷和稀土元素。

## 概述
晶質鈾礦曾被稱為瀝青鈾礦（pitchblende，「pitch」意為「瀝青」，因為其黑色；「blende」來源于「blender」，意為「欺騙」），至少自15世紀以來，這種礦物就在德國和捷克邊境的厄尔士山脉中的銀礦中為人所知。典型產地是歷史悠久的採礦和溫泉小鎮亞希莫夫，位於山脈的捷克共和國一側，弗朗茲·恩斯特·布魯克曼在1772年描述了這種礦物。1789年，馬丁·克拉普羅特使用來自德國約翰喬治城礦床的瀝青鈾礦發現了鈾元素。
所有的晶質鈾礦都含有少量的鐳作為鈾的放射性衰變產物。瑪麗·居禮在1910年使用瀝青鈾礦為原料，自行加工成噸分離出鐳。
晶質鈾礦還總是含有少量鉛的同位素206Pb和207Pb，它們分別是鈾同位素238U和235U衰變系列的最終產物。由於α衰變，晶質鈾礦中也存在少量氦。氦最初是在太陽大氣中通過光譜發現的。極其稀有的元素鎝和钷在晶質鈾礦中以極少量（分別約為 200 pg/kg 和 4 fg/kg）存在，由238U自發分裂產生。由於錒的衰變，在晶質鈾礦中每1×1018個鈾原子可以發現1個鍅原子。

## 發現

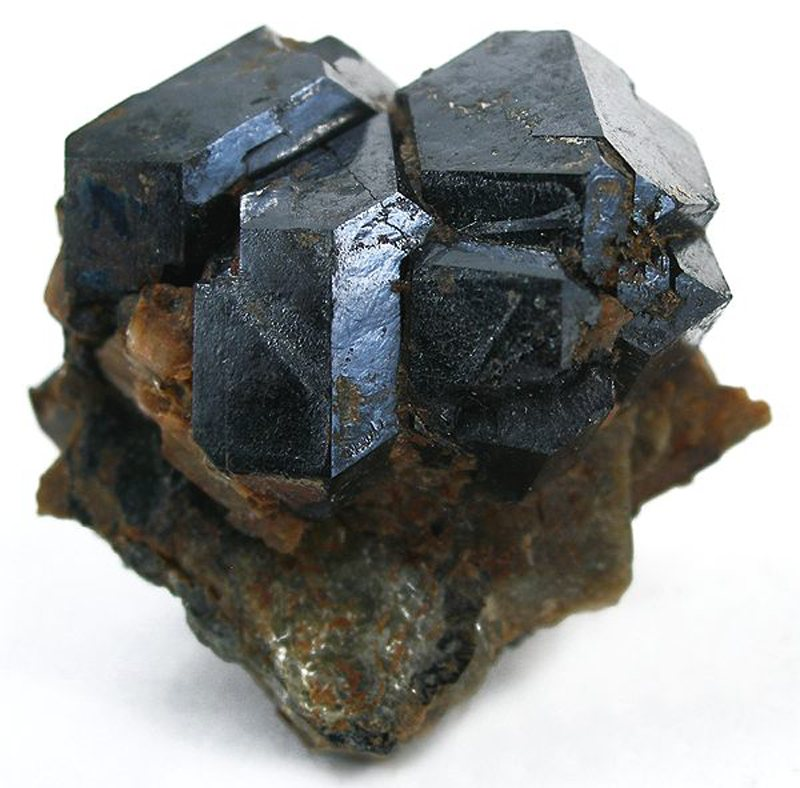
來自緬因州托普瑟姆的晶質鈾礦晶體（尺寸：2.7×2.4×1.4 cm）

目前地球上所发现的已知含铀量最高的矿床分别在刚果民主共和国的Shinkolobwe（曼哈顿计划的最初矿源），加拿大萨斯喀彻温省北部的阿萨巴斯卡盆地。另一个沥青铀矿的主要产地在加拿大西北地区的大熊湖，与银矿同存。
铀礦石通常被加工成黄饼，這是铀处理过程中的一个中间步骤。

## 外部連結
- Dana's Manual of Mineralogy ISBN 0-471-03288-3
- website uraniumminerals （页面存档备份，存于）